# Corestheta insularis
Corestheta insularis là một loài bọ cánh cứng trong họ Cerambycidae.